# Anna Jirásková

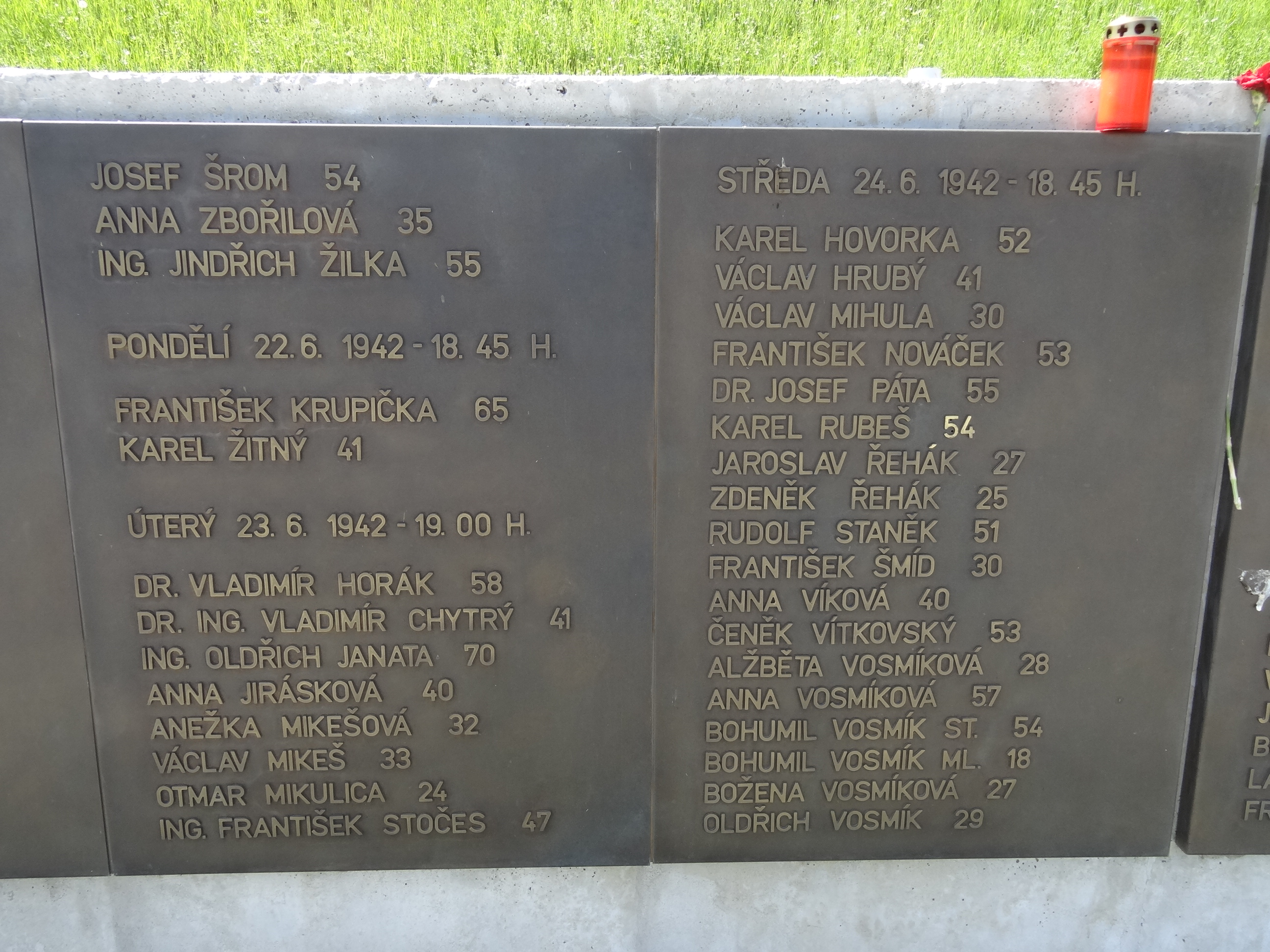
Pamětní deska na Kobyliské střelnici v Praze se jmény popravených dne 23. června 1942

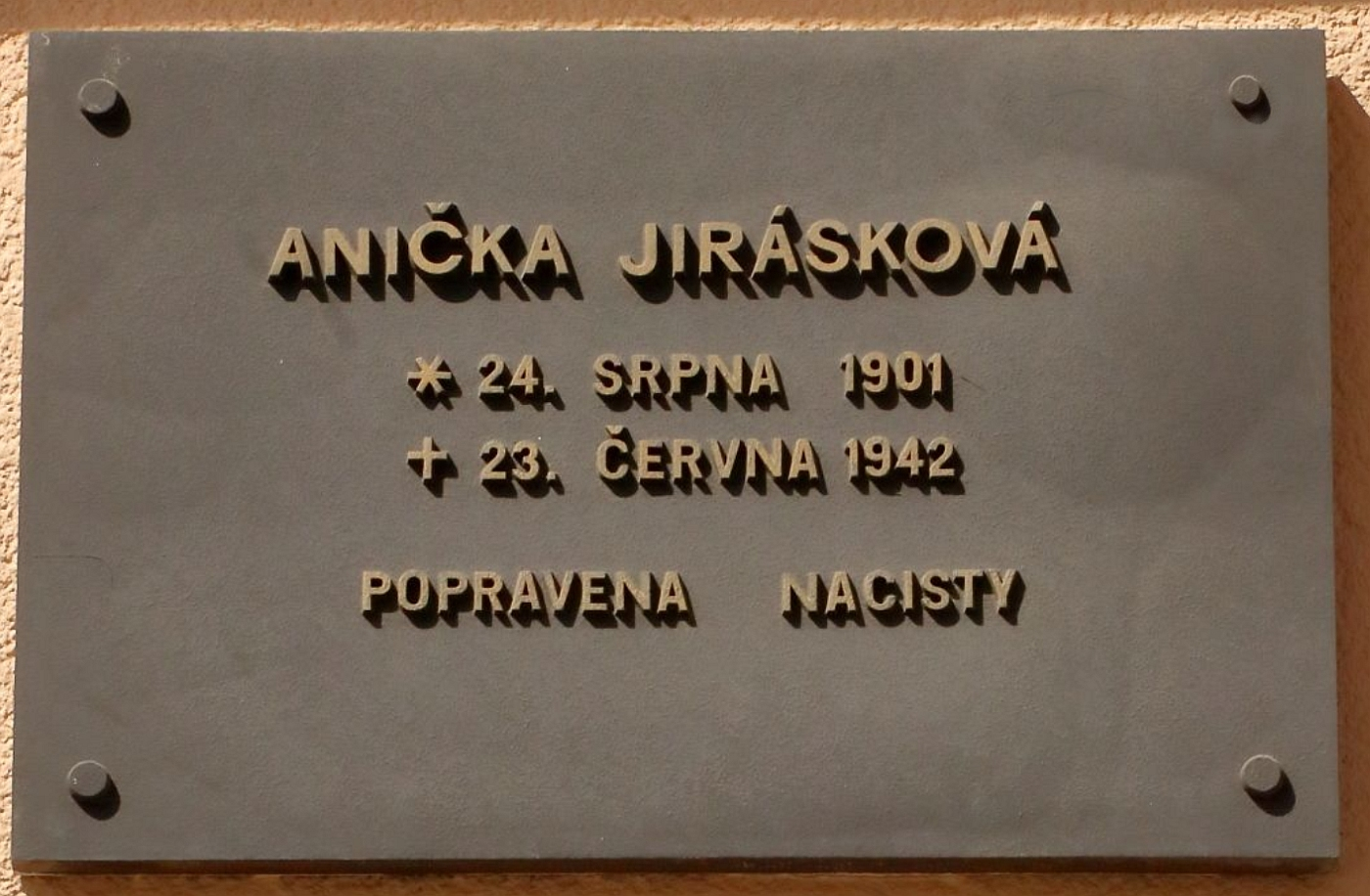
Pamětní deska Anny Jiráskové na domě ve Slezské ulici v Praze

Anna Jirásková, rozená Číchová (24. srpna 1901 – 23. června 1942 Kobyliská střelnice v Praze) byla snachou spisovatele Aloise Jiráska. V protiněmeckém domácím odboji za protektorátu byla podporovatelkou II. ilegálního vedení KSČ, kde vykonávala zpravodajskou činnost.

## Život
Anna Číchová se narodila 24. srpna 1901. Jejím manželem byl jediný syn Aloise Jiráska Jaromír Jirásek (1890–1933), který byl po vypuknutí první světové války odveden do rakousko-uherské armády a účastnil se bojů. Za protektorátu se Anna Jirásková zapojila do domácího protiněmeckého odboje jako podporovatelka II. ilegálního vedení KSČ.
Byla i veřejně činná. Anna Jirásková a hudební vědec, kritik a pedagog Mirko Očadlík přednášeli na několikadenním semináři Školy Boženy Němcové. Seminář pořádala Společnost Boženy Němcové, na jeho přípravě se podílela velkou měrou politička, novinářka a feministka Františka Plamínková a literární historik profesor Albert Pražák. (Seminář byl zahájen 11. března 1941.)

### Julius Fučík
V odboji spolupracovala s Juliem Fučíkem (je o ní zmínka i v jeho knize Reportáž psaná na oprátce) a se členy Národně revolučního výboru inteligence.
Propůjčovala svůj byt (na adrese Slezská 1900/93, 130 00 Praha 3 – Vinohrady) ke konspirativním ilegálním schůzkám levicových odbojářů (od roku 1942 jej využíval Julius Fučík, Jaroslav Klecan a další). Tento její byt také občas sloužil jako dočasný úkryt pro pronásledované. Po jejím zatčení (27. dubna 1942) gestapo byt Anny Jiráskové dále střežilo. Tak se stalo, že zde legitimovalo i Josefu Baxovou, která přišla Annu Jiráskovou informovat o Fučíkově zatčení. Josefa Baxová tvrdila, že si spletla patro a tak ji úředník gestapa propustil, ale zapamatoval si její jméno. Později byla Baxová stejně zatčena.

### Zdeněk Nejedlý
V bytě na adrese Šafaříkova 205/20, Praha 2 ukrývala Milada Woldřichová od 15. března 1939 profesora Zdeňka Nejedlého (1878–1962), který byl hledán gestapem. V tomto bytě se Nejedlý sešel s rodinou a po 20. březnu 1939 odešel na sovětský konzulát do Italské ulice. Z konzulátu byl pak profesor Nejedlý dopraven do SSSR. Tento úkryt zprostředkovala Anna Jirásková.

### Zatčení a smrt
Během zostřených výslechů gestapem zatčených odbojářů byla Anna prozrazena. Dne 27. dubna 1942 byla zatčena německými bezpečnostními složkami ve svém bytě. Byla popravena zastřelením na Kobyliské střelnici v Praze dne 23. června 1942 spolu s dalšími sedmi osobami.

## Připomínky
- Na domě na adrese Slezská 1900/93; Praha 3, Vinohrady je umístěna pamětní deska s následujícím textem: ANIČKA JIRÁSKOVÁ / * 24. SRPNA 1901 / + 23. ČERVNA 1942 / POPRAVENA NACISTY[4]
- V Hronově na hřbitově se nachází kenotaf Anny Jiráskové. Na kenotafu je nápis: JUDR. JAROMÍR JIRÁSEK / * 15. XII. 1890 – 2. XI. 1933 / A JEHO CHOŤ ANNA, / POPRAVENA NĚMCI / 23. VI. 1942[2]

## Galerie

Její spolupracovníci v odboji a známí
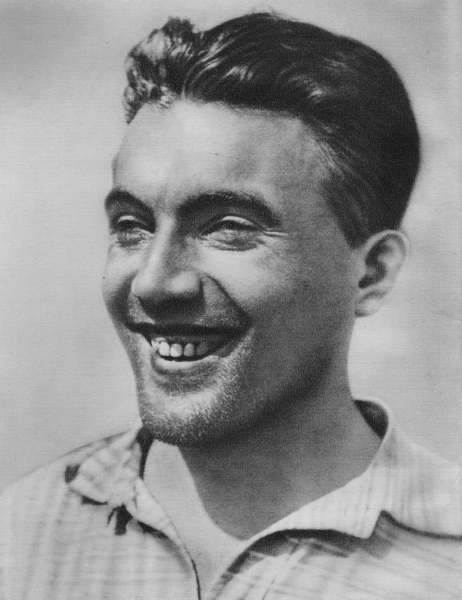
Julius Fučík
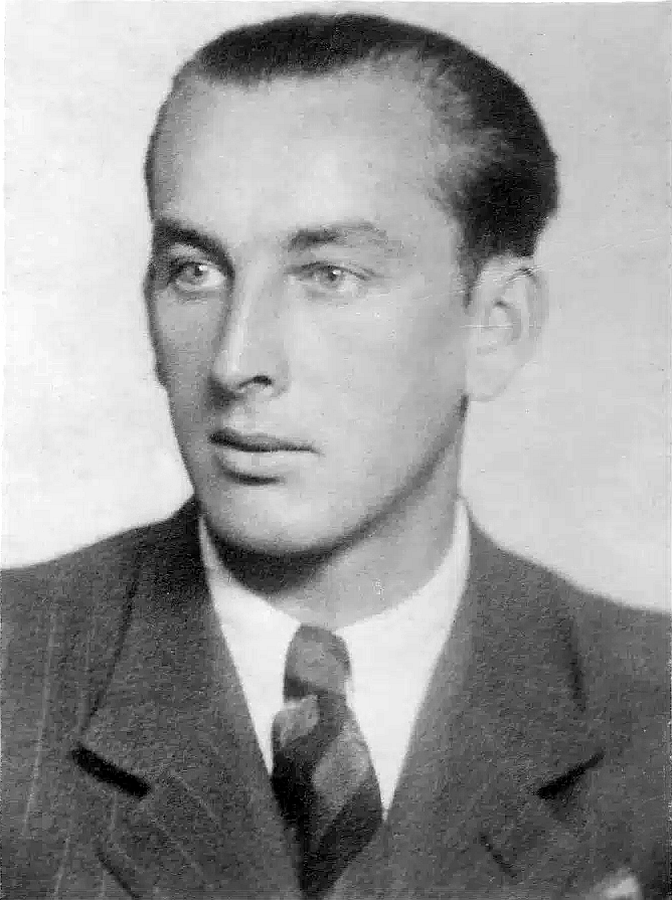
Jaroslav Klecan
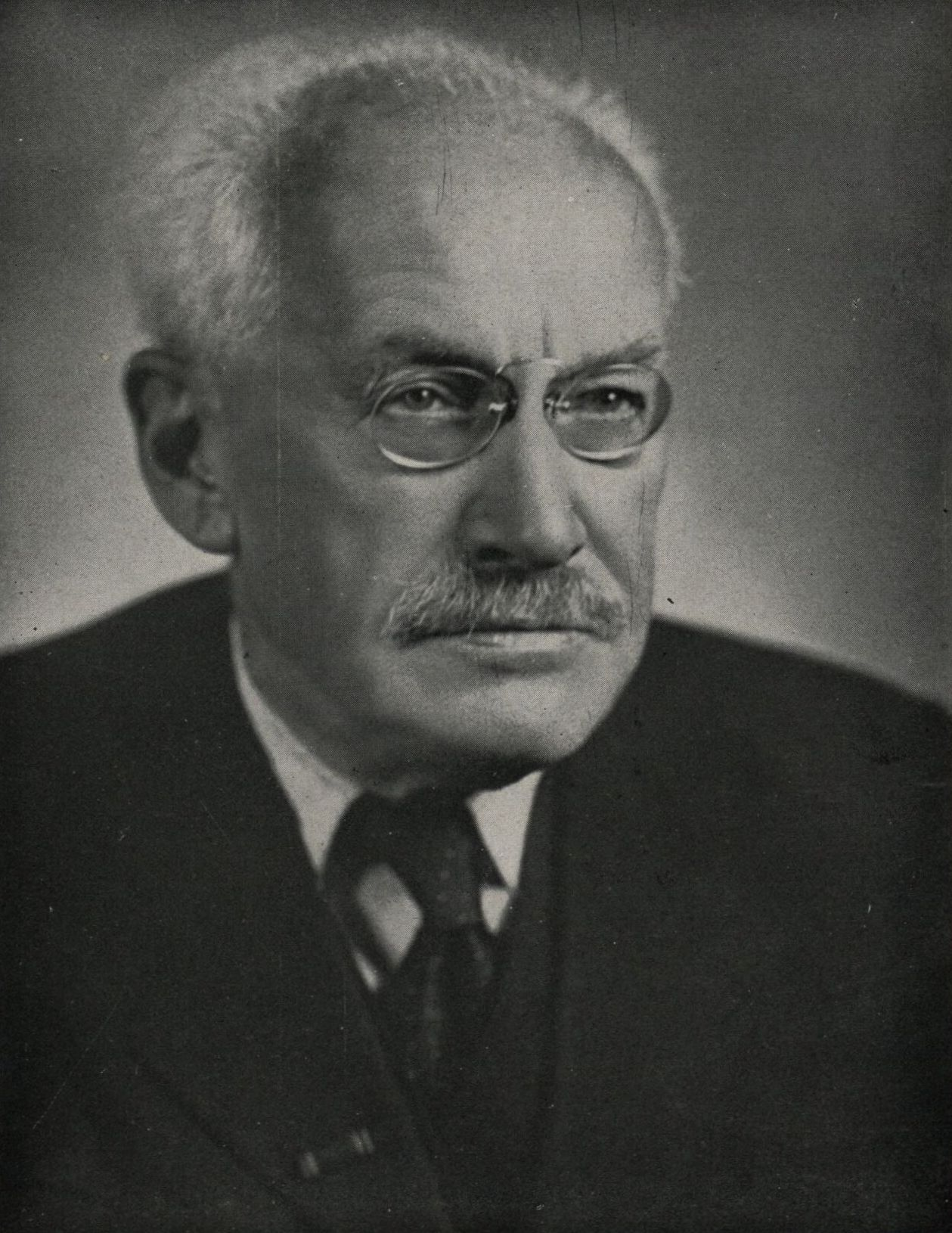
Zdeněk Nejedlý
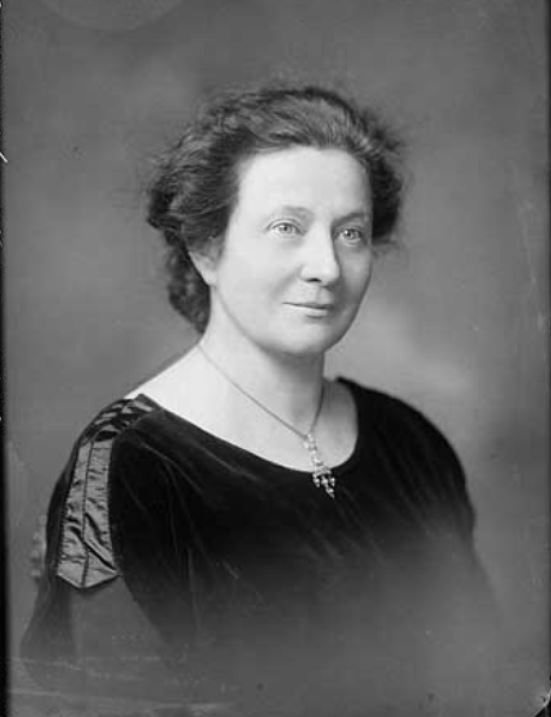
Františka Plamínková

## Krátký exkurz
Alois Jirásek se dne 12. srpna 1879 oženil s Marií Podhajskou (1859–1927) a měl s ní celkem 7 dětí:
- Boženu (1880–1951, provdaná Jelínková);
- Marii (1881–1885);
- Ludmilu (1885–1973);
- Miloslavu (1886–1971, provdaná Pragerová);
- Zdeňku (1889–1975, provdaná Tříšková);
- dvojvaječná dvojčata: dceru Magdalenu (1890–1954, provdaná Duchoslavová) a syna Jaromíra (1890–1933).[5]